# NFL-rájátszás
Az NFL-rájátszás egy egyenes kieséses rendszerű mérkőzéssorozat, amely a National Football League alapszakaszát követi.
A rájátszásba mindkét főcsoportból (konferenciából) hét-hét csapat jut be, az alapszakaszbeli teljesítmények alapján. Holtverseny esetén külön szabályok határozzák meg a sorrendet. A rájátszást a Super Bowl zárja, amelyen a két főcsoport győztese vesz részt. A Super Bowl győztese lesz a NFL bajnoka.

## Jelenlegi lebonyolítás

### Az alapszakasz továbbjutói
A 32 csapatos ligát két főcsoportra osztották: American Football Conference (AFC – magyarul: Amerikai főcsoport) és a National Football Conference (NFC – magyarul: Nemzeti főcsoport). Mindkét főcsoportban 16 csapat van. A főcsoportok négy-négy csoportot (divíziót) tartalmaznak, mindegyikben négy–négy csapat található. Mindkét főcsoportból hét-hét csapat jut be a rájátszásba, a következők szerint:
- A divíziók győztesei az 1–4. kiemelést kapják, sorrendben az alapszakaszbeli győzelem-vereség-döntetlen mutatójuk alapján. A csoportok győzteseit az abban lévő csapatok eredményeinek sorrendje alapján határozzák meg.
- Mindkét főcsoportból három további csapat jut be (wild card 1, wild card 2 és wild card 3). A sorrendjüket a csoportgyőztesek figyelmen kívül hagyásával, de a főcsoportban lévő többi csapat figyelembevételével határozzák meg az alapszakaszbeli győzelem-vereség-döntetlen mutatójuk alapján.

Azonos győzelem-vereség-döntetlen mutatóval rendelkező csapatok esetén speciális szabályok határozzák meg a pontos sorrendet.

### Sorrend meghatározása
Az alapszakaszban sokszor előfordul, hogy két vagy több csapat azonos győzelem-vereség-döntetlen mutatóval zár. Ilyen esetben speciális szabályok alapján határozzák meg a sorrendet. A szabályokat addig alkalmazzák, ameddig a két csapat között nem lesz különbség.
Ha három (vagy több) csapatra vonatkoztatva alkalmazzák a szabályokat, akkor a harmadik (vagy az utolsó) csapat „kiesésekor” a szabályok alkalmazását az első ponttól kezdve újrakezdik a fennmaradó csapatokra nézve.
Jelenleg az alábbi speciális szabályokat alkalmazzák, ha az alapszakaszban azonos eredménnyel zár két csapat:
| Divízión belül | Konferencián belül |
| --- | --- |
| 1. Az egymás elleni mérkőzéseken elért jobb győzelem-vereség-döntetlen mutató. 2. A divízión belüli csapatok elleni mérkőzéseken elért jobb győzelem-vereség-döntetlen mutató, százalékban. 3. A közös ellenfelek elleni mérkőzéseken elért jobb győzelem-vereség-döntetlen mutató, százalékban. 4. A konferencián belüli csapatok elleni mérkőzéseken elért jobb győzelem-vereség-döntetlen mutató, százalékban. 5. Az ellenfelek erőssége azokra a mérkőzésekre vonatkozóan, amelyen a csapat győzött. 6. Az ellenfelek erőssége az összes mérkőzésre vonatkozóan. 7. A konferencián belüli csapatok között a jobb összesített helyezés a szerzett pontok és kapott pontok alapján. 8. Az összes csapat között a jobb összesített helyezés a szerzett pontok és kapott pontok alapján. 9. Jobb pontkülönbség a közös ellenfelek elleni mérkőzéseken. 10. Jobb pontkülönbség az összes mérkőzésen. 11. Több szerzett touchdown. 12. Sorsolás. | 1. A divízión belüli szabályokat kell alkalmazni, ameddig a divízión belüli csapatok közötti sorrend meghatározásra nem kerül. 2. Az egymás elleni mérkőzéseken elért jobb győzelem-vereség-döntetlen mutató, ha lehetséges. (Három vagy több csapat esetén csak akkor alkalmazható, ha valamelyik csapat az összes többi csapat ellen győzött, illetve ha van olyan csapat, amely az összes többitől kikapott.) 3. A konferencián belüli csapatok elleni mérkőzéseken elért jobb győzelem-vereség-döntetlen mutató, százalékban. 4. A közös ellenfelek elleni mérkőzéseken elért jobb győzelem-vereség-döntetlen mutató, százalékban, de minimum négy mérkőzésnek kell lennie. 5. Az ellenfelek erőssége azokra a mérkőzésekre vonatkozóan, amelyen a csapat győzött. 6. Az ellenfelek erőssége az összes mérkőzésre vonatkozóan. 7. A konferencián belüli csapatok között a jobb összesített helyezés a szerzett pontok és kapott pontok alapján. 8. Az összes csapat között a jobb összesített helyezés a szerzett pontok és kapott pontok alapján. 9. Jobb pontkülönbség a közös ellenfelek elleni mérkőzéseken. 10. Jobb pontkülönbség az összes mérkőzésen. 11. Több szerzett touchdown. 12. Sorsolás. |

1. 1 2 3 4 5 6  A győzelem-vereség-döntetlen mutató százalékának számítása: (győzelmek száma × 2 + döntetlenek száma) / mérkőzések száma / 2
2. 1 2 3 4  Az erősség mutatójának számítása: (az ellenfelek összes győzelmeinek száma × 2 + az ellenfelek összes döntetlenjeinek száma) / összes elszámolt mérkőzés száma / 2

### A rájátszás menete

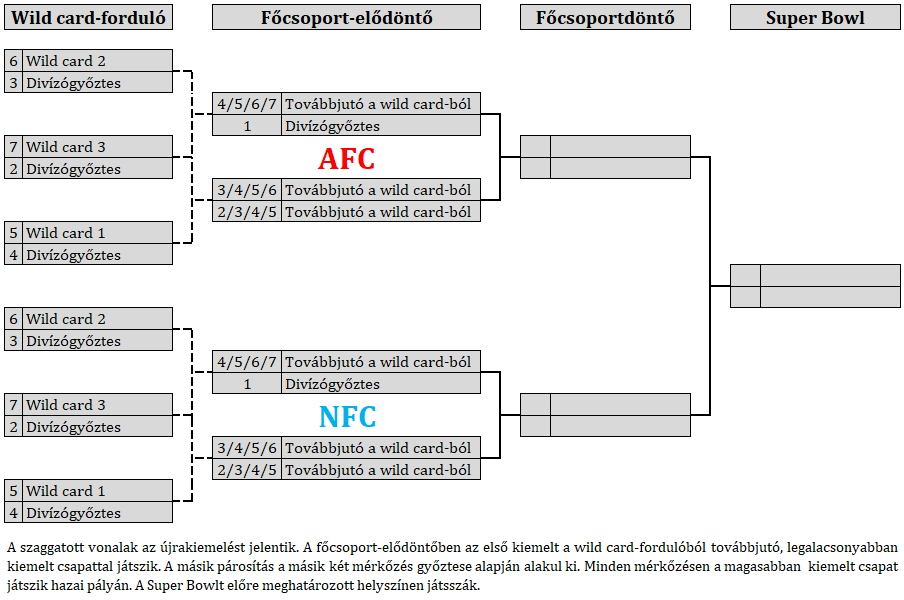
Az NFL-rájátszás ágrajza. A négy csoportgyőztes az 1–4. helyen kiemelt. A három további csapat az 5., 6., 7. kiemelt.

A rájátszás 13 mérkőzést tartalmaz. Azonos csoportból továbbjutó csapatok is játszhatnak egymással, erre vonatkozóan nincs korlátozás. Minden párosítás alkalmával egy mérkőzés dönt a továbbjutásról, illetve a Super Bowl esetében a győztesről.
A mérkőzéseken nem lehet döntetlen. Ha a rendes játékidő leteltét követően döntetlen az állás, akkor hosszabbítás következik, 15 perces szakaszokban. Ha az elsőként labdát birtokló csapat touchdownt ér el, vagy a másik csapat szerez pontot (safety, vagy labdaszerzés utáni touchdown), akkor véget ér a mérkőzés. Ha az elsőként labdát birtokló csapat a támadásából nem szerez pontot vagy mezőnygólt ér el, akkor a másik csapat is támadhat egyet. Ha az egy–egy támadás után is döntetlen az állás, akkor az első pontszerzésig tart a mérkőzés.
A fordulók párosításait újrakiemeléssel határozzák meg. Mindig a legmagasabban rangsorolt játszik a legalacsonyabb kiemelttel, valamint a második legmagasabban rangsorolt játszik a második legalacsonyabban kiemelttel. A párosításban mindig a magasabban rangsorolt játszik hazai pályán.
A párosítások elméleti lehetőségei
A párosításokban a bal oldalon szereplő szám a hazai csapat kiemelése, a jobb oldalon szereplő szám a vendég csapat kiemelése.
| Wild-card forduló | Főcsoport-elődöntő | Főcsoport-elődöntő | Főcsoport-döntő |
| Továbbjutók       | Párosítások        | Továbbjutók        | Párosítás       |
| ----------------- | ------------------ | ------------------ | --------------- |
| 2, 3, 4           | 1–4, 2–3           | 1, 2               | 1–2             |
| 2, 3, 4           | 1–4, 2–3           | 1, 3               | 1–3             |
| 2, 3, 4           | 1–4, 2–3           | 4, 2               | 2–4             |
| 2, 3, 4           | 1–4, 2–3           | 4, 3               | 3–4             |
| 2, 3, 5           | 1–5, 2–3           | 1, 2               | 1–2             |
| 2, 3, 5           | 1–5, 2–3           | 1, 3               | 1–3             |
| 2, 3, 5           | 1–5, 2–3           | 5, 2               | 2–5             |
| 2, 3, 5           | 1–5, 2–3           | 5, 3               | 3–5             |
| 2, 4, 6           | 1–6, 2–4           | 1, 2               | 1–2             |
| 2, 4, 6           | 1–6, 2–4           | 1, 4               | 1–4             |
| 2, 4, 6           | 1–6, 2–4           | 6, 2               | 2–6             |
| 2, 4, 6           | 1–6, 2–4           | 6, 4               | 4–6             |
| 2, 5, 6           | 1–6, 2–5           | 1, 2               | 1–2             |
| 2, 5, 6           | 1–6, 2–5           | 1, 5               | 1–5             |
| 2, 5, 6           | 1–6, 2–5           | 6, 2               | 2–6             |
| 2, 5, 6           | 1–6, 2–5           | 6, 5               | 5–6             |
| 3, 4, 7           | 1–7, 3–4           | 1, 3               | 1–3             |
| 3, 4, 7           | 1–7, 3–4           | 1, 4               | 1–4             |
| 3, 4, 7           | 1–7, 3–4           | 7, 3               | 3–7             |
| 3, 4, 7           | 1–7, 3–4           | 7, 4               | 4–7             |
| 3, 5, 7           | 1–7, 3–5           | 1, 3               | 1–3             |
| 3, 5, 7           | 1–7, 3–5           | 1, 5               | 1–5             |
| 3, 5, 7           | 1–7, 3–5           | 7, 3               | 3–7             |
| 3, 5, 7           | 1–7, 3–5           | 7, 5               | 5–7             |
| 4, 6, 7           | 1–7, 4–6           | 1, 4               | 1–4             |
| 4, 6, 7           | 1–7, 4–6           | 1, 6               | 1–6             |
| 4, 6, 7           | 1–7, 4–6           | 7, 4               | 4–7             |
| 4, 6, 7           | 1–7, 4–6           | 7, 6               | 6–7             |
| 5, 6, 7           | 1–7, 5–6           | 1, 5               | 1–5             |
| 5, 6, 7           | 1–7, 5–6           | 1, 6               | 1–6             |
| 5, 6, 7           | 1–7, 5–6           | 7, 5               | 5–7             |
| 5, 6, 7           | 1–7, 5–6           | 7, 6               | 6–7             |

#### Wild card-forduló
A rájátszás első fordulója a wild card-forduló. Ebben a fordulóban a főcsoporton belüli második helyen kiemelt csapatok a hetedik, a harmadik helyen kiemelt csapatok a hatodik valamint a negyedik helyen kiemeltek az ötödik helyen kiemelt csapattal játszanak. A második, harmadik és negyedik helyen kiemelt csapat játszik hazai pályán. A főcsoport első helyen kiemelt csapatai ebben a fordulóban nem vesznek részt, csak a következő fordulóban kapcsolódnak be.

#### Főcsoport-elődöntő
A második forduló a főcsoport-elődöntő. Ebben a fordulóban újrakiemeléssel határozzák meg a párosításokat. Ez azt jelenti, hogy az 1. helyen kiemelt csapat a wild card-fordulóból továbbjutó csapatok közül a legalacsonyabban kiemelt csapattal játszik (4., 5., 6. vagy 7. kiemelt). A wild card-forduló másik két mérkőzésének győztese adja ki a másik párosítást. A magasabban kiemelt csapatok játszhatnak hazai pályán, azaz az első két kiemelt.

#### Főcsoportdöntő
A főcsoport-elődöntőből továbbjutó csapatok mérkőznek meg a főcsoportdöntőben. Itt is a magasabban kiemelt csapat játszhat hazai pályán. A két győztes az AFC valamint az NFC bajnoka lesz.

#### Super Bowl
A Super Bowlon vesz részt a két főcsoportdöntő győztese, azaz a két főcsoportgyőztes. A Super Bowl győztese nyeri meg az NFL szezonját. A mérkőzés helyszínét több évvel előre határozza meg az NFL, pályázatok után. A 2014-ben esedékes Super Bowl XLVIII helyszínéről 2010. május 30-án döntöttek.